# Rudolf Abrahamczik
Rudolf Abrahamczik (17 de Abril de 1920 - 4 de Dezembro de 1996) foi um oficial alemão que serviu na Luftwaffe durante a Segunda Guerra Mundial. Foi condecorado com a Cruz de Cavaleiro da Cruz de Ferro.

## Carreira militar

### Patentes
| Fahnenjunker | 1939               |
| Leutnant     | 1 de abril de 1941 |
| Oberleutnant | 1 de abril de 1943 |
| Hauptmann    | 1 de maio de 1944  |

### Condecorações
| Cruz de Ferro 2ª Clasee                            | 12 de outubro de 1941   |
| Cruz de Ferro 1ª Clasee                            | 8 de abril de 1942      |
| Distintivo de Voo do Fronte da Luftwaffe em Bronze |                         |
| Distintivo de Voo do Fronte da Luftwaffe em Prata  |                         |
| Distintivo de Voo do Fronte da Luftwaffe em Ouro   | 29 de julho de 1942     |
| Troféu de Honra da Luftwaffe                       | 30 de setembro de 1942  |
| Cruz Germânica em Ouro                             | 12 de janeiro de 1943   |
| Cruz de Cavaleiro da Cruz de Ferro                 | 29 de Fevereiro de 1944 |